# Conservatoire à rayonnement régional d'Amiens
 (août 2025).
Le conservatoire à rayonnement régional d'Amiens Métropole est un établissement d'enseignement artistique agréé et contrôlé par l'État (Direction générale de la Création artistique du ministère de la Culture et de la Communication), représenté par la direction régionale des Affaires culturelles (DRAC). Il a son siège à Amiens (Somme, France). Il propose trois spécialités, musique, chorégraphie et art dramatique.

## Histoire
Il est l'aboutissement actuel du développement de l'école municipale de musique créée en 1891 autour de l'orchestre d'harmonie municipale, devenue "école nationale de musique et d'Art dramatique" en 1960, puis conservatoire national de région (1re catégorie) en 1981, et enfin conservatoire à rayonnement régional en 2009. Il est situé dans un bâtiment à l’esthétique Art déco, conçu par l'architecte Louis Duthoit entre 1928 et 1931. Ce monument classé de plus de 5 000 m2 est consacré à la musique, à la danse et au théâtre.

## Directeurs successifs
- Alain Voirpy - ? à 2005
- Dominique Leroy - 2005 à 2011
- Fabrice Merlen - 2011 à 2012 (quelques mois)
- Michel Crosset - 2012 à 2021
- Ghislain Leroy - depuis 2022

## Le CRR aujourd’hui

### Diplômes délivrés
Dans le domaine musical, le conservatoire propose 3 cycles d’apprentissage, appelés 1er, 2e et 3e cycles (ce dernier se divisant en une formation à la pratique amateur, et en un cycle spécialisé). Les deux premiers cycles se concluent par un diplôme de fin de cycle et le 3e cycle, par un diplôme d'études musicales.
Le CRR d’Amiens délivre aux élèves des cours de danse classique un diplôme et à un certificat de fin d’études chorégraphiques.

### Enseignement
Dans le domaine musical, le conservatoire délivre un enseignement concernant les cordes (violon, alto, violoncelle, contrebasse), les bois (flûtes, hautbois, basson, saxophone, clarinette), les cuivres (cor, trompette, trombone, tuba) ainsi que les instruments polyphoniques (piano, guitare, harpe, orgue, percussions). Des classes de chant, d’écriture et de composition musicales sont également organisées.
La danse classique, la danse jazz et la danse contemporaine font partie de l’offre chorégraphique du conservatoire.
L’enseignement théâtral est étendu aux arts de la marionnette, au-delà du théâtre classique et contemporain et du mime corporel.

### Administration
Outre la participation de l’État, représenté par la direction régionale des Affaires culturelles (DRAC), le conservatoire est financé par le conseil régional de Picardie et le conseil général de la Somme.
Directeur : Michel CROSSET-  Directeur Administratif : Pascal MUZELET- Directeur des études : Hervé WINCKELS
Equipes administratives et techniques : 28 agents
Professeurs : 75 professeurs et assistants

### Partenariats
Le conservatoire, en partenariat avec l’Éducation nationale, s’inscrit dans un cycle de classes à horaires aménagés dans le domaine musical. L’école élémentaire du Faubourg de Beauvais à Amiens et le collège Amiral Lejeune participent à ce cycle aménagé.